# John-Franklin Koenig
John-Franklin Koenig (* 24. Oktober 1924 in Seattle, Washington; † 22. Januar 2008 ebenda) war ein US-amerikanischer Maler und Collagekünstler, der den größten Teil seiner Karriere in Frankreich verbrachte.

## Leben
John-Franklin Koenig wurde in Seattle geboren und entwickelte schon früh ein Interesse an Kunst, insbesondere an asiatischer Kunst, die er im Seattle Art Museum betrachtete. Während seines Studiums an der University of Washington wurde er 1943 zur US-Armee eingezogen und diente im Zweiten Weltkrieg in Europa. Nach Kriegsende besuchte er Kunstkurse an der G.I. University in Biarritz, Frankreich, wo seine ersten Bilder entstanden.
Nach seiner Rückkehr in die USA setzte Koenig sein Studium an der University of Washington fort und machte 1948 seinen Abschluss in Romanistik. Im selben Jahr ging er nach Paris, um an der Sorbonne zu studieren. Dort arbeitet er in der Buchhandlung von Jean-Robert Arnaud, mit dem er 1950 die Galerie Arnaud gründet. 1955 gründen sie die Kunstzeitschrift Ciamise, die sich der zeitgenössischen gegenstandslosen Kunst widmet. 
In den 1950er Jahren etablierte sich John-Franklin Koenig in Frankreich als Vertreter des Abstrakten Expressionismus. Seine erste große Ausstellung in den USA findet 1958 in der Zoë Dusanne Gallery in Seattle statt. Ein Besuch in Japan 1960 vertieft sein Interesse an asiatischer Kunst und beeinflusst seinen Stil, den er Koen (japanisch für Garten) nennt. 
1980 kehrt John-Franklin Koenig in die USA zurück und lässt sich in Seattle nieder, wo er sich für die Förderung nordwestamerikanischer Künstler einsetzt. 1985 kehrte er nach Paris zurück und lebte ab 1991 in einem Bauernhaus in Nancray-sur-Rimarde, das er in ein Atelier umwandelte. 2006 kehrte er aus gesundheitlichen Gründen nach Seattle zurück, wo er 2008 verstarb.

## Werk
Das Werk von John-Franklin Koenig umfasst Malerei, Collage, Fotografie, Keramik, Glaskunst, Druckgrafik und Textilkunst. Er ist bekannt für seine ungegenständliche, abstrakte Kunst, die vom Abstrakten Expressionismus beeinflusst ist. Seine Werke wurden in zahlreichen internationalen Ausstellungen gezeigt und sind in den Sammlungen bedeutender Museen weltweit vertreten, darunter das Musée d’Art Moderne de la Ville de Paris, das National Museum of Modern Art in Tokio und das Seattle Art Museum.